# Xã Henrietta, Quận Hubbard, Minnesota
Xã Henrietta (tiếng Anh: Henrietta Township) là một xã thuộc quận Hubbard, tiểu bang Minnesota, Hoa Kỳ. Năm 2010, dân số của xã này là 1.642 người.